# Індіан-Маунтен-Лейк (Пенсільванія)
Індіан-Маунтен-Лейк (англ. Indian Mountain Lake) — переписна місцевість (CDP) в США, в округах Карбон і Монро штату Пенсільванія. Населення — 4733 особи (2020).

## Географія
Індіан-Маунтен-Лейк розташований за координатами 41°0′1″ пн. ш. 75°30′27″ зх. д. / 41.00028° пн. ш. 75.50750° зх. д. (41.000312, -75.507545).  За даними Бюро перепису населення США в 2010 році переписна місцевість мала площу 16,69 км², з яких 16,46 км² — суходіл та 0,23 км² — водойми.

## Демографія
Згідно з переписом 2010 року, у переписній місцевості мешкали 4372 особи в 1570 домогосподарствах у складі 1167 родин. Густота населення становила 262 особи/км².  Було 2601 помешкання (156/км²).
Расовий склад населення:
| - 77,6 % — білих - 14,2 % — чорних або афроамериканців - 1,8 % — азіатів - 0,3 % — корінних американців - 3,8 % — осіб інших рас |

До двох чи більше рас належало 2,3 %. Частка іспаномовних становила 14,1 % від усіх жителів.
За віковим діапазоном населення розподілялося таким чином: 26,3 % — особи молодші 18 років, 61,7 % — особи у віці 18—64 років, 12,0 % — особи у віці 65 років та старші. Медіана віку мешканця становила 39,8 року. На 100 осіб жіночої статі у переписній місцевості припадало 100,4 чоловіків;  на 100 жінок у віці від 18 років та старших — 96,5 чоловіків також старших 18 років.
Середній дохід на одне домашнє господарство  становив 60 339 доларів США (медіана — 48 387), а середній дохід на одну сім'ю — 66 707 доларів (медіана — 49 411). Медіана доходів становила 39 286 доларів для чоловіків та 46 250 доларів для жінок. За межею бідності перебувало 9,1 % осіб, у тому числі 13,5 % дітей у віці до 18 років та 13,4 % осіб у віці 65 років та старших.
Цивільне працевлаштоване населення становило 1960 осіб. Основні галузі зайнятості: науковці, спеціалісти, менеджери — 18,0 %, освіта, охорона здоров'я та соціальна допомога — 17,1 %, мистецтво, розваги та відпочинок — 12,0 %, фінанси, страхування та нерухомість — 11,3 %.